# Brachyta punctata
Brachyta punctata là một loài bọ cánh cứng thuộc phân họ Lepturinae, trong họ Cerambycidae. Loài này phân bố ở Trung Quốc, Mông Cổ, và Nga.